# François Rouph de Varicourt
François-Joseph Rouph de Varicourt (Gex, 5 luglio 1760 – Versailles, 6 ottobre 1789) è stato un nobile e militare francese.

## Biografia

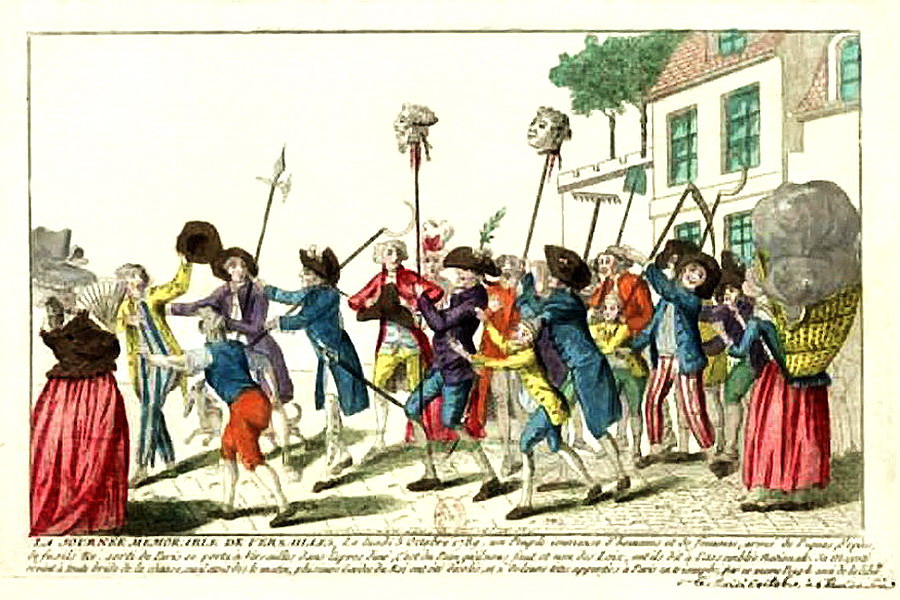
Le teste di Varicourt e Huttes portate in corteo dalla folla degli assalitori.

François-Joseph Rouph de Varicourt nacque nel paese di Gex, a Versonnex, vicino a Ferney, nell'Ain, il 5 luglio 1760. Era il quinto dei dieci figli del maresciallo di campo Marin-Etienne Rouph de Varicourt e di Gilberte Prospère Prez de Crassier.
Il 28 marzo 1779, giunse come fedelissima guardia del corpo del re Luigi XVI nella compagnia di Beauvau, da Noailles. Perì massacrato sotto i colpi durante i tumulti del 5 e 6 ottobre 1789, che portarono le donne e molti uomini da Parigi al castello di Versailles per prendere la famiglia reale.
Precipitandosi verso la porta degli appartamenti reali gridando "Salvate la regina!", contenne con un altro camerata, François-Aimé de Miomandre de Sainte-Marie, lo slancio di coloro che volevano assassinare la regina Maria Antonietta. Il loro coraggio permise alla regina di rifugiarsi nell'appartamento del re.
La sua testa venne tagliata con un colpo d'ascia da Mathieu Jouve Jourdan e, con quella del suo camerata Jean-François Pagès des Huttes, posta su una picca dal popolo e portata in trionfo nel corteo mentre scortava la famiglia reale che ritornava a Parigi.